# Каза Гацоти (Модена)
Каза Гацоти је насеље у Италији у округу Модена, региону Емилија-Ромања.
Према процени из 2011. у насељу је живело 67 становника. Насеље се налази на надморској висини од 48 м.